# Ophiopogon brevipes
Ophiopogon brevipes är en sparrisväxtart som beskrevs av William Grant Craib. Ophiopogon brevipes ingår i släktet Ophiopogon och familjen sparrisväxter.
Artens utbredningsområde är Thailand. Inga underarter finns listade i Catalogue of Life.